# Rudolf Schaller
Rudolf Friedrich Wilhelm Hermann Schaller (* 16. August 1891 in Halle (Saale); † 25. März 1984 in Schwerin) war ein deutscher Journalist, Schriftsteller, Übersetzer und Theaterkritiker.

## Leben
Rudolf Schaller war der Sohn des Postsekretärs Friedrich August Theodor Schaller und dessen Frau Helene Emilie Franziska, geb. Böttcher. Er wuchs im Waisenhaus der Franckeschen Stiftungen zu Halle auf. Nach dem Besuch des Realgymnasiums in Halle absolvierte er von 1909 bis 1911 eine Banklehre. Ab 1912 war er u. a. Redaktionsvolontär der Halleschen Zeitung. Es folgte 1912 bis 1914 ein Studium der Philosophie, Geschichte, Germanistik und Theaterwissenschaft in Münster und Kiel. Seine Studien galten dabei besonders den Dramen Shakespeares.
Nach dem Ersten Weltkrieg war er als freischaffender Journalist Autor von Theater-, Musik-, Kunst und Literaturkritiken. Sein eigenes historisches Bühnenstück, das Drama Nordische Hochzeit, wurde 1924 uraufgeführt. Von 1920 bis 1930 war er Redakteur in Herford, danach in Münster/Westfalen. Hier setzte er auch seine Studien fort. Im Zusammenhang mit seiner früheren SPD-Mitgliedschaft wurde er 1940 wegen Vergehens gegen die nationalsozialistischen Pressebestimmungen gemaßregelt. Er übersiedelte nach Schwerin, wo er bis 1945 als Theater-, Musik- und Kunstkritiker für den Rostocker Anzeiger und von 1946 bis 1951 als Kulturredakteur der Landeszeitung für Mecklenburg tätig war.
Unterstützt von seinen Freunden Willi Bredel und Karl Kleinschmidt begann er ab 1951, sich  als freischaffender Übersetzer der literaturwissenschaftlichen und übersetzerischen Tätigkeit zu widmen. Während er zunächst klassische englische Prosa übersetzte, führte ihn eine Übertragung der Antigone aus dem Altgriechischen wieder zum Theater. Der damalige Weimarer Generalintendant Karl Kayser war es, der Schaller wieder zur Beschäftigung mit Shakespeare ermunterte. Schaller stellte sich damit auch einer aktuellen Forderung, die der damalige Leipziger Generalintendant Max Burghardt in die Worte kleidete: „Die deutsche Bühne braucht eine neue Shakespeare-Übertragung.“ Bereits am 24. Mai 1952 hatte Schallers erste Übersetzung ihre Theaterpremiere in Stralsund: Macbeth. Sein Werk lebte an den Theatern der DDR, die in etwa 150 Inszenierungen seine Fassungen spielten.
Schaller war seit 1952 Mitglied der Deutschen Shakespeare-Gesellschaft und seit 1961 der Annette von Droste-Gesellschaft in Münster.
Rudolf Schaller war der Vater des Theaterregisseurs und Intendanten Wolfgang Schaller (* 1951).

## Zitat
„Die tiefe Achtung vor dem Wort des Dichters, die wissenschaftliche Genauigkeit, erwachsend aus der gründlichen Konsultation der Ergebnisse der Shakespeare-Forschung, die enge Vertrautheit mit Problemen des Theaters und die eigenen künstlerisch-kreativen Fähigkeiten erbrachten in der Summe ein Ergebnis, das mit Fug und Recht als zeitgemäßer deutscher Standardtext bezeichnet werden darf. In ihm sind die sachlichen Fehler und romantischen Auffassungsweisen   der überlieferten und eingeführten Übersetzung von Schlegel, Dorothea Tieck und Baudissin – in deren großer Tradition sich Schaller immer begriffen hat, ohne auch nur im geringsten epigonal zu sein – überwunden.“

## Ehrungen
- 1956: Übersetzerpreis des Ministeriums für Kultur der DDR
- 1961: Professor (zum 70. Geburtstag)
- 1964: F.-C.-Weiskopf-Preis der Deutschen Akademie der Künste Berlin
- 1971: Ehrendoktor (Dr. h. c.) der Westfälischen Wilhelms-Universität in Münster[2]

## Schriften und Übersetzungen
Schriften
- Nordische Hochzeit. (Schauspiel) 1924
- Wissenschaftliche Textkritik – unerläßliche Grundlage werkgetreuer Hamlet-Übertragung. In: Wissenschaftliche Zeitschrift der Ernst-Moritz-Arndt-Universität Greifswald. (Gesellschafts- und sprachwissenschaftliche Reihe) Band 16, 1967, Nr. 2
- Zwanzig Jahre Shakespeare-Übersetzung. Chronik und Dokumentation. Verlag Deutscher Bühnenschriftsteller und Bühnenkomponisten, Hamburg 1973

Übersetzungen
- Sophokles: Antigone. (In deutsche Verse übertragen und für die Bühne eingerichtet) Henschel, Berlin 1950
- R. L. Stevenson: Der schwarze Pfeil. Erzählung aus der Zeit der Rosenkriege in England. Neues Leben, Berlin 1952
- Walter Scott: Old Mortality. Rütten & Loening, Berlin 1953
- Henry Fielding: Joseph Andrew’s Abenteuer. Aufbau-Verlag, Berlin 1955
- Henry Fielding: Der Kaffeehauspolitiker. Aufbau-Verlag, Berlin 1955
- Daniel Defoe: Die Pest in London. Aufbau-Verlag, Berlin 1956
- Henry Fielding: Amelia. Aufbau-Verlag, Berlin 1957
- George Gordon Byron: Kain – Ein Mysterium. Henschelverlag, Berlin 1967 / Drei Masken Verlag, München 1967
- William Shakespeare: Werke. 6 Bände, Arion-Verlag, Weimar 1960– / Notos Verlag, Selb 1960–1979
- William Shakespeare: Die großen Dramen, Tragödien, Historien und Komödien. 10 Bände, Aufbau-Verlag, Berlin / Rütten und Loening, Berlin / Insel-Verlag, Frankfurt am Main 1981